# 데미스 니콜라이디스
테미스토클리스 "데미스" 니콜라이디스(그리스어: Θεμιστοκλής "Ντέμης" Νικολαΐδης, 1973년 9월 17일, 헤센주 기센 ~) 은 AEK의 제 42대 회장으로, 그리스 역사상 최고의 축구 선수로 손꼽힌다. 그는 유년 시절과 청소년기를 그리스 북서쪽의 알렉산드루폴리에서 보냈다. 에트니코스 알렉산드루폴리, 아폴론 스미르니, AEK, 그리고 아틀레티코 마드리드의 화려한 경력을 지닌 니콜라이디스는 클럽과 국가대표팀에서 많은 득점을 기록해 "타고난 골잡이"라는 명성을 지니고 있다. 그는 공을 지니고서의 힘, 속도, 기술을 발휘하는 것으로 많은 찬사를 듣기도 했으나, 정작 임전태도, 열정이 그를 가장 위대한 그리스 축구 선수들 중 한명으로 꼽히는데 더 영향을 끼친 것으로 평가된다.

## 클럽 경력

### 국내
청소년기에 그는 고향 인근 클럽인 에트니코스 알렉산드루폴리 소속이었다. 몇 클럽의 스카우트들이 그의 발전 동향을 주시했고, 그는 아테네로 이주하게 되었다. 그는 20세에 아폴론 스미르니에서 프로무대에 첫 발을 내디뎠다. 그는 우수한 활약은 파나티나이코스와 올림피아코스, 그리고 그의 유년시절에 동경하던 AEK 간의 영입 경쟁으로 불이 튀었고, 데미스는 올림피아코스 합류를 거부하고 구단 회장에게 자신을 AEK에 매각할 것을 강요했다. AEK에서, 니콜라이디스는 바실리스 차르타스, 테오도로스 자고라키스, 미할리스 카프시스, 그리고리오스 게오르가토스, 트라야노스 델라스, 바실리스 라키스와 같은 그와 동세대의 위대한 그리스의 선수들과 동행하게 되었다. AEK 시절, 데미스는 그리스 컵을 3차례 우승하고, 1996년에 슈퍼컵도 들어올렸으며, 1999년에는 그리스 리그 득점왕이었고, UEFA컵 2000-01에서는 득점 2위에 랭크되었다. (최다 득점자였던 디미터르 베르바토프와 한골차였다.) 그는 그리스 클럽 소속으로 가장 많은 득점을 기록한 선수로 51경기에서 26골을 넣었다. 그는 한경기 5골을 두 차례의 경기에서 기록했고, 유럽대항전 한 경기에서 4골을 득점한 적이 있는 유일한 그리스 선수이기도 하다. UEFA컵에서 21골을 기록한 그는 대회 최다 득점자들 중 한명으로 이름을 올리고 있다. AEK에서, 그는 266경기 (유럽대항전, 컵, 리그 경기 포함) 에 출전해 190골을 넣어, 클럽 최다 득점 4위에 이름을 올려 팬들 사이에 전설적인 존재로 추앙받고 있다. 2002년 3월 24일, 그는 2000년 5월 8일, AEK와 이오니코스 간의 그리스 컵 결승전에서 니콜라이디스가 주심에게 유효한 골로 판정한 것을 자신이 손으로 득점한 것으로 알린 행위로 국제 페어플레이 연맹으로부터 페어플레이 상이라는 명예 디플로마를 받았다.

### 아틀레티코 마드리드
그는 비록 AEK에서 많은 리그 우승을 거두지 못하였으나, 니콜라이디스는 클럽 역사상 가장 사랑받는 선수들 중 한명이 되었다. 그러나, 마시스 프소미아디스 구단주와의 불화 후, 위조죄로 기소되었고, 이어서 구단주의 경호원들에게 고의로 폭행 당하고, 니콜라이디스는 2002-03 시즌 이후로 AEK를 떠날 때가 왔다고 결심했다. 비록, 잔여 계약을 충족시켰으나, 그는 상호 계약 해지로 팀을 떠나 자유 이적을 하는 것을 상의했다. 아틀레티코 마드리드는 여러 타 클럽들의 제치고 스트라이커의 계약서 서명을 얻어내는데 성공했고, 그의 고유 등번호 11번이 이미 타인이 착용함에 따라, 그는 AEK의 오리지날 21 팬들에 대한 존경의 표의로 등번호 21번을 입기로 결정했다. 니콜라이디스의 에스타디오 비센테 칼데론 생활 첫달은 큰 성공이었는데, 6골을 득점하고, 십대 기대주 페르난도 토레스와 공포의 공격 듀오를 이루어냈다. 그러나, 여러 차례의 중상으로 그는 시즌 잔여 기간동안 1군 활동에서 밀려났고, UEFA 유로 2004 엔트리 발탁에 악영향을 미쳤다. 비록 아틀레티코는 그가 팀에서 더 오래 활동하기를 바랬으나, 니콜라이디스는 프로 축구로부터의 은퇴를 결정했다.

## 국가대표팀 경력
1995년 4월 26일, 러시아전에서 데미스는 그리스 국가대표팀 데뷔전을 치렀고, 이후 그리스 국가대표팀의 주 득점원이 되었다. 그러나, 니콜라이디스는 1999년에 미할리스 카사피스와 엘리아스 아트마치디스와 함께 그리스 리그의 부정에 대한 항거로 국가대표팀에서 은퇴했다. 2년 후, 바실리스 다니일 감독의 실망스러운 행보를 보이고, 특히 거듭되는 성적 부진으로 경질당하자, 그는 국가대표팀에 복귀했다. 그의 복귀전은 잉글랜드와의 2002년 FIFA 월드컵 예선전이었다. 오토 레하겔 신임 감독은 공격 방향을 이 민첩한 스트라이커 쪽으로 집중시켰고, 그리스 국가대표팀은 UEFA 유로 2004 본선에 직행하게 되었다. 부상으로 고전함에도 불구하고, 레하겔은 그를 UEFA 유로 2004 본선 선수단에 승선시켰다. 그리스의 새 공격 자원인 지시스 브리자스와 앙겔로스 하리스테아스는 충분히 훌륭한 활약을 펼쳤으나, 니콜라이디스는 여전히 팀에 상징적인 선수였고, 세 차례의 조별 리그 경기에서 교체로 출전하다가 프랑스전에서 선발로 나섰고, 그리스 국가대표팀을 충격적인 승리로 이끌었다. 우수한 활약에도 불구하고, 니콜라이디스는 중상으로 무너졌고, 남은 두 경기에서 그리스 유니폼을 입지도 못했다. 그는 국가대표팀 경기에 54번 출전해 17번 골을 넣었고, 그리스 국가대표팀 최다 득점 6위에 올랐다. 논란의 여지 없이, 그는 국가대표팀에서 많은 업적을 세웠으나, 부상이 없고, 불운이 따르지 않았다면 그는 더 큰 업적을 세울 수 있었을 지 추측이 무성했다.

## AEK 회장
AEK가 프소미아디스의 부정부패와 4부 리그 강등이 암시될 때, 니콜라이디스는 31세의 비교적 젊은 나이에 은퇴하였다. 그는 이후 AEK의 모든 팬들의 지지력을 기반으로 사업가들의 컨소지엄을 설립해 2004년 5월 27일에 AEK를 구입해 숙원을 풀었다. 클럽 회장이 된 후, 니콜라이디스는 AEK가 지닌 모든 부채를 청산하고 5년 안에 유럽 거함으로 성장하는 것이었다. 그와 일리야 이비치 기술 디렉터는 팀을 이루어 경제적인 영입을 성사시키고 격렬한 리그 경쟁에 뛰어들어, 다수의 예상인 중위권을 뛰어넘어 3위라는 성적을 이룩했다. 임기 2년차에 그리스 U-21 대표팀의 두 기대주를 영입한 후, 바실리스 라키스와 우크라이나 국가대표 공격수 올레흐 벤글린스키, 한때 인테르나치오날레 센터백이었던 브루노 치릴로를 영입해 AEK는 UEFA 챔피언스리그 진출에 성공했다. 재정 조건의 개선과 AEK 선수들의 성과 외에도, 니콜라이디스는 축구에서의 훌리건 활동 자제에 적극적이었고, 리그의 폭력 행위를 줄일 것을 당부했다.
2008년 11월 2일, 데미스는 계속되는 성적 부진으로 AEK 회장직을 그만 두기로 결정했고, 명시된 5년 계획을 지키지 못했다고 선언했다. 니콜라이디스의 사임 사유로 팀이 30,000장의 시즌권을 판매하지 못한 것이 있었다. 그는 "제가 AEK 서포터들에게 경기장에 올 것을 설득했다면, 저는 떠나지 않았을 것입니다. 제 생각에 우리는 빅클럽이 되기 위해 최소 30,000장의 판매를 생각해 두고 있었습니다."라고 표의했다. 니콜라이디스의 임기에 AEK는 챔피언스리그에서 첫 승리를 일구어냈고, 클럽은 선수 판매 (카추라니스, 파파스타토풀로스, 퇴셔, 키르기아코스 등)를 통해 12M 유로의 수익을 벌어들였다.

## 통계

### 클럽
2009년 8월 31일 기준
| 클럽 경력 | 클럽 경력                 | 클럽 경력     | 리그 | 리그 | 컵           | 컵           | 대륙 | 대륙 | 합계 | 합계 |
| 시즌      | 클럽                      | 리그          | 출장 | 골   | 출장         | 골           | 출장 | 골   | 출장 | 골   |
| 그리스    | 그리스                    | 그리스        | 리그 | 리그 | 그리스 컵    | 그리스 컵    | 유럽 | 유럽 | 합계 | 합계 |
| --------- | ------------------------- | ------------- | ---- | ---- | ------------ | ------------ | ---- | ---- | ---- | ---- |
| 1992–93   | 에트니코스 알렉산드루폴리 |               | 30   | 7    | 0            | 0            | 0    | 0    | 30   | 7    |
| 1993–94   | 에트니코스 알렉산드루폴리 | 9             | 7    | 1    | 0            | 0            | 0    | 10   | 7    |      |
| 1993–94   | 아폴론 스미르니           | 알파 에트니키 | 18   | 5    | 0            | 0            | 0    | 0    | 18   | 5    |
| 1994–95   | 아폴론 스미르니           | 알파 에트니키 | 33   | 17   | 2            | 1            | 0    | 0    | 35   | 18   |
| 1995–96   | 아폴론 스미르니           | 알파 에트니키 | 29   | 16   | 2            | 0            | 1    | 0    | 32   | 16   |
| 1996–97   | AEK                       | 알파 에트니키 | 31   | 19   | 3            | 1            | 6    | 1    | 40   | 21   |
| 1997–98   | AEK                       | 알파 에트니키 | 26   | 19   | 2            | 1            | 5    | 2    | 33   | 22   |
| 1998–99   | AEK                       | 알파 에트니키 | 29   | 22   | 0            | 0            | 4    | 6    | 33   | 28   |
| 1999–2000 | AEK                       | 알파 에트니키 | 32   | 22   | 8            | 11           | 8    | 3    | 48   | 36   |
| 2000–01   | AEK                       | 알파 에트니키 | 25   | 15   | 3            | 4            | 8    | 6    | 36   | 25   |
| 2001–02   | AEK                       | 알파 에트니키 | 24   | 16   | 7            | 6            | 8    | 5    | 39   | 27   |
| 2002–03   | AEK                       | 알파 에트니키 | 22   | 12   | 2            | 1            | 12   | 3    | 36   | 16   |
| 스페인    | 스페인                    | 스페인        | 리그 | 리그 | 코파 델 레이 | 코파 델 레이 | 유럽 | 유럽 | 합계 | 합계 |
| 2003–04   | 아틀레티코 마드리드       | 라 리가       | 22   | 6    | 1            | 0            | 0    | 0    | 23   | 6    |
| 합계      | 그리스                    | 그리스        | 308  | 177  | 30           | 25           | 52   | 26   | 390  | 228  |
| 합계      | 스페인                    | 스페인        | 22   | 6    | 1            | 0            | 0    | 0    | 23   | 6    |
| 경력 합계 | 경력 합계                 | 경력 합계     | 330  | 183  | 31           | 25           | 52   | 26   | 413  | 234  |

출처: (영어) 데미스 니콜라이디스 - National Football Teams

### 국가대표팀
2010년 3월 3일 기준
| 그리스 국가대표팀 | 그리스 국가대표팀 | 그리스 국가대표팀 |
| 연도              | 출장              | 골                |
| ----------------- | ----------------- | ----------------- |
| 1995              | 04                | 02                |
| 1996              | 09                | 06                |
| 1997              | 07                | 0                 |
| 1998              | 02                | 0                 |
| 1999              | 08                | 03                |
| 2001              | 03                | 03                |
| 2002              | 08                | 03                |
| 2003              | 07                | 0                 |
| 2004              | 06                | 0                 |
| 합계              | 54                | 17                |

출처: (영어) 데미스 니콜라이디스 - National Football Teams

### 국가대표팀 득점 기록
| #  | 날짜             | 경기장                                               | 상대                  | 점수 | 결과 | 대회                      |
| -- | ---------------- | ---------------------------------------------------- | --------------------- | ---- | ---- | ------------------------- |
| 1  | 1995년 6월 11일  | 헬싱키 올림픽 스타디움, 헬싱키, 핀란드               | 핀란드                | 0–1  | 2–1  | UEFA 유로 1996 예선전     |
| 2  | 1995년 11월 15일 | 테오도로스 바르디노얀니스 경기장, 이라클리온, 그리스 | 페로 제도             | 2–0  | 5–0  | UEFA 유로 1996 예선전     |
| 3  | 1996년 4월 24일  | 아테네 올림픽 스포츠 단지, 아테네, 그리스            | 슬로베니아            | 2–0  | 2–0  | 1998년 FIFA 월드컵 예선전 |
| 4  | 1996년 5월 28일  | 조시마데스 경기장, 이오아니나, 그리스                | 조지아                | 1–0  | 2–0  | 친선경기                  |
| 5  | 1996년 5월 28일  | 조시마데스 경기장, 이오아니나, 그리스                | 조지아                | 2–0  | 2–0  | 친선경기                  |
| 6  | 1996년 8월 14일  | 아테네 올림픽 스포츠 단지, 아테네, 그리스            | 알바니아              | 1–0  | 2–1  | 친선경기                  |
| 7  | 1996년 9월 1일   | 칼라마타 시 경기장, 칼라마타, 그리스                 | 보스니아 헤르체고비나 | 3–0  | 3–0  | 1998년 FIFA 월드컵 예선전 |
| 8  | 1996년 11월 10일 | 스타디온 막시미르, 자그레브, 크로아티아              | 크로아티아            | 0–1  | 1–1  | 1998년 FIFA 월드컵 예선전 |
| 9  | 1999년 2월 3일   | GSZ 경기장, 라르나카, 키프로스                       | 핀란드                | 1–1  | 2–1  | 친선경기                  |
| 10 | 1999년 3월 10일  | 아테네 올림픽 스포츠 단지, 아테네, 그리스            | 크로아티아            | 3–2  | 3–2  | 친선경기                  |
| 11 | 1999년 10월 9일  | 류드스키 브르트, 마리보르, 슬로베니아                | 슬로베니아            | 0–3  | 0–3  | UEFA 유로 2000 예선전     |
| 12 | 2001년 10월 6일  | 올드 트래퍼드, 맨체스터, 잉글랜드                    | 잉글랜드              | 1–2  | 2–2  | 2002년 FIFA 월드컵 예선전 |
| 13 | 2001년 11월 10일 | 니코스 구마스 경기장, 아테네, 그리스                 | 에스토니아            | 1–0  | 4–2  | 친선경기                  |
| 14 | 2001년 11월 10일 | 니코스 구마스 경기장, 아테네, 그리스                 | 에스토니아            | 2–0  | 4–2  | 친선경기                  |
| 15 | 2002년 5월 12일  | 알렉산드루폴리, 그리스                               | 루마니아              | 1–0  | 3–2  | 비공식 친선경기           |
| 16 | 2002년 10월 16일 | 아포스톨로스 니콜라이디스 경기장, 아테네, 그리스     | 아르메니아            | 1–0  | 2–0  | UEFA 유로 2004 예선전     |
| 17 | 2002년 10월 16일 | 아포스톨로스 니콜라이디스 경기장, 아테네, 그리스     | 아르메니아            | 2–0  | 2–0  | UEFA 유로 2004 예선전     |

## 수상

### 클럽
AEK
- 수페르리가 엘라다: 1995-96
- 그리스 컵: 1996-97, 1999-2000, 2001-02

### 국가대표팀
그리스
- UEFA 유럽 축구 선수권 대회: 2004

### 개인
- 그리스 올해의 신인 선수 상: 1995
- 그리스 올해의 선수 상: 1997, 1998, 2002
- 수페르리가 엘라다 득점왕: 1998-99
- 페어플레이 행위에 대한 페어플레이 상패: 2002[5]

## 사생활
데미스는 그와 마찬가지로 독일에서 태어나 그리스에서 자란의 그리스인 가수 데스피나 반디와 결혼했다. 둘 사이에 멜리나 (2004년생) 라는 딸과 요르고스 (2007년생) 라는 아들을 두고 있다. 디스커버리 채널이 제작한 다큐멘터리 유럽의 최고 부자들 (Europe's Richest People)에서 니콜라이디스와 반디의 재산 총합이 2009년을 기준으로 €55M을 넘는 것으로 추정하고 있다.

## 기록
- 그는 유럽대항전에서 26골을 넣어 2번째로 가장 많은 골을 넣은 그리스인이다.
- 그는 한번의 수페르리가 엘라다 경기에서 5골을 성공 시킨 몇 안되는 선수들 중 한명이다. 그는 1996-97 시즌 AEK가 칼라마타전에서 6-1로 승리할 당시 이 업적을 달성했다.
- 2001년 10월 6일, 그는 잉글랜드전에서 그리스 국가대표팀의 통산 500호골의 주인공이 되었다.